# NGC 4518
NGC 4518 este o liner situată în constelația Fecioara. A fost descoperită în 27 decembrie 1827 de către John Herschel.